# جغرافيا الكاميرون
تقع جمهورية الكاميرون في وسط غربي أفريقيا، تطل من الجنوب الغربي على خليج غينيا، وتشترك في حدودها وحدودها الشمالية مع تشاد، بينما تحدها من الغرب نيجيريا، ومن الشرق تطل على جمهورية أفريقيا الوسطى، وتحدها من الجنوب كل من الجابون وغينيا الاستوائية، وجمهورية الكونغو، وتبلغ مساحة الكاميرون (475،442 كم)، وعاصمة البلاد ياوندي وسكانها أكثر من نصف مليون نسمة، والميناء الرئيسي دوالا، وبالكاميرون لغتان رسميتان الإنجليزية في الغرب والفرنسية في الشرق، إلى جانبها لغات محلية عديدة منها : لغة البانتو والعربية والسواحلية وعدد كبير من لهجات القبائل الزنجية. تحد كل من نيجيريا، تشاد، جمهورية إفريقيا الوسطى، الكونغو، غابون، غينيا الاستوائية وخليج غينيا. الكامرون الفرنسية السابقة وجزء من الكاميرون البريطانية اندمجتا عام 1961 ليشكلوا جمهورية الكاميرون الفدرالية والتي اعيد تسميتها في العام 1972 إلى جمهورية الكاميرون المتحدة؛ ومنذ العام 1984 تعرف باسم جمهورية الكاميرون، لغاتها الرسمية الإنجليزية والفرنسية.

## الحدود

### الحدود البرية
المجموع: 4591 كم
تشترك الكامرون بحدود معا كل من: جمهورية أفريقيا الوسطى 797 كم، تشاد 1094 كم، جمهورية الكونغو 523 كم، غينيا الاستوائية 189 كيلومتر، غابون 298 كيلومتر، نيجيريا 1690 كم.

### الشريط الساحلي
الطول : 402 كم 

## الأرض

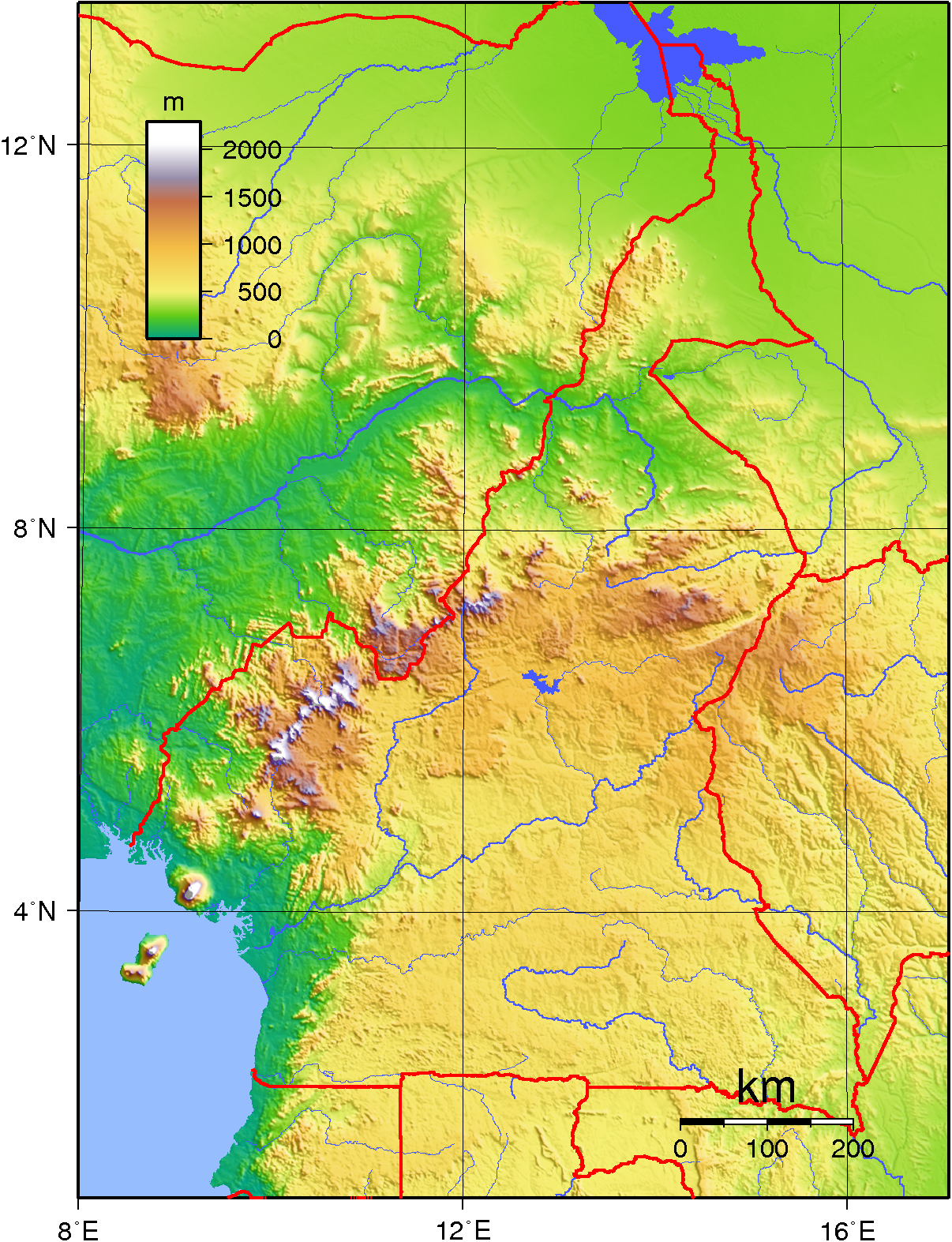
تضاريس الكاميرون

أرض الكاميرون متعددة المظاهر، فالقسم الساحلي سهلي يطل على ساحل تكثر به المستنقعات وتغطيها غابات المنجروف، وفيما يلي القسم الجنوبي الساحلي ترتفع الأرض تدريجياً نحو الشمال حيث توجد هضبة وليو، ثم يزداد الارتفاع حتي يصل إلى هضبة ادماوا، وتغطي الغابات هذا القسم، وفي غربي الكامرون نطاق جبلي مرتفع بركاني تبرز به قمة الكامرون كأعلى قمم غربي أفريقيا(4070 م) ثم جبل مامبوتو، وتغطي أرض الكامرون بحشائش السفانا وبالغابات. يحدد نهر دجا محمية الحيوانات في دجا

## المناخ
المناخ يختلف مع التضاريس فمن الطراز الاستوائي الرطب على طول الساحل في الجنوب، حيث توجد بعض المناطق التي تعتبر من أغزر جهات العالم أمطاراُ حيث يبلغ متوسط سقوط الأمطار السنوي 405 بوصة (10287 ملم) ، يليه طراز سوداني صيفي المطر، يتحول إلى طراز شبه جاف في وحار الشمال، وأفضل مناطق الكامرون مناخياً تلك المناطق المرتفعة في الغرب والوسط.